# جون ألبرت إيوارت
جون ألبرت إيوارت هو مهندس معماري كندي، ولد في 1872 في أوتاوا في كندا، وتوفي بنفس المكان في 1964.